# The Wash (Soundtrack)
The Wash (englisch für „Die Wäsche“) ist das Soundtrack-Album zum gleichnamigen Film The Wash und wurde am 6. November 2001 über die Labels Aftermath Entertainment, Doggystyle Records und Interscope Records veröffentlicht. An vielen Liedern ist der US-amerikanische Rapper und Musikproduzent Dr. Dre beteiligt.

## Beteiligte Künstler
Neben Dr. Dre, der auf drei Liedern zu hören ist, sind viele weitere Künstler auf dem Soundtrack vertreten. So hat der Rapper Snoop Dogg, der wie Dre im Film mitspielt, zwei Auftritte. Ebenfalls zweimal treten die Rapper Shaunta und Knoc-turn’al in Erscheinung. Je ein Song stammt von der Rapgruppe D12, den Rappern Xzibit, Busta Rhymes, Bubba Sparxxx, Soopafly und Joe Beast sowie der Sängerin Truth Hurts und dem Sänger Bilal. Außerdem sind die Künstler Yero, Ox, Toi, Daks und R.C. auf dem Album zu hören.

## Produktion und Samples
Dr. Dre fungierte bei dem Soundtrack als Executive Producer. Er selbst war an der Produktion von vier Instrumentals beteiligt. Weitere Beats stammen von verschiedenen Musikproduzenten, darunter Mel-Man, Eminem, Timbaland, Hi-Tek, DJ Pooh und Jeff Bass.
Vier Lieder enthalten Samples von Songs anderer Künstler. So sampelt Bad Intentions den Track Hollywood Hot von Eleventh Hour, während Good Lovin’ Elemente der Tracks Mercy Mercy Me und God Is Love von Marvin Gaye beinhaltet. Everytime enthält Elemente des Stücks Get This Money der Hip-Hop-Gruppe Slum Village und der Titelsong The Wash sampelt I Wanna Do Something Freaky to You von Leon Haywood.

## Covergestaltung
Das Albumcover zeigt Dr. Dre und Snoop Dogg in weißen Waschkitteln. Im Vordergrund befindet sich eine lila Insel mit Palmen, einem Auto und Wellen, die den Titel The Wash bildet. Am unteren Bildrand steht der Schriftzug The Original Motion Picture Soundtrack in Schwarz. Der Hintergrund ist orange gehalten.

## Titelliste
| #  | Titel                 | Künstler                 | Produzent                                  | Länge |
| -- | --------------------- | ------------------------ | ------------------------------------------ | ----- |
| 1  | On the Blvd.          | Dr. Dre und Snoop Dogg   | Jelly Roll                                 | 4:21  |
| 2  | Benefit of the Doubt  | Truth Hurts und Shaunta  | Mel-Man                                    | 4:50  |
| 3  | Blow My Buzz          | D12                      | Eminem und Jeff Bass                       | 5:08  |
| 4  | Bring 2               | Bilal                    | James Poyser und Vikter Duplaix            | 4:20  |
| 5  | Bad Intentions        | Dr. Dre und Knoc-turn’al | Mahogany und Dr. Dre                       | 3:02  |
| 6  | Get Fucked up with Me | Xzibit                   | Jeremy Jackson                             | 4:34  |
| 7  | My High               | Yero                     | Bryan-Michael Cox, Co-Lab-O und Jason Rome | 3:35  |
| 8  | Holla                 | Busta Rhymes             | Dr. Dre                                    | 4:02  |
| 9  | Bubba Talk            | Bubba Sparxxx            | Timbaland                                  | 3:48  |
| 10 | Good Lovin’           | Shaunta                  | Hi-Tek                                     | 3:39  |
| 11 | Riding High           | Daks und R.C.            | Focus…                                     | 4:15  |
| 12 | Gotta Get Dis Money   | Soopafly                 | Soopafly                                   | 4:51  |
| 13 | Don’t Talk Shit       | Ox                       | Megahertz                                  | 4:23  |
| 14 | Everytime             | Toi                      | Soopafly                                   | 4:05  |
| 15 | Str8 West Coast       | Knoc-turn’al             | Dr. Dre                                    | 2:54  |
| 16 | No                    | Joe Beast                | Mel-Man                                    | 3:34  |
| 17 | The Wash              | Dr. Dre und Snoop Dogg   | Dr. Dre und DJ Pooh                        | 3:20  |

## Rezeption
| Professionelle Bewertungen | Professionelle Bewertungen |
| -------------------------- | -------------------------- |
| Kritiken                   |                            |
| Quelle                     | Bewertung                  |
| laut.de                    | [ 2 ]                      |
| allmusic                   | [ 3 ]                      |
| rapreviews.com             | [ 4 ]                      |

Die Internetseite laut.de bewertete das Album mit vier von möglichen fünf Punkten:

„Als erstes sticht da natürlich die Dre und Snoop-Reunion ins Auge. "On The Boulevard" bounct im tonnenschweren, modernen G-Funk-Gewand, während der Titeltrack an selige "It’s Nutin But A G-Thing, Baby"-Zeiten erinnert. Ebenfalls tief im Westcoast-Sound verwurzelt sind D-12 mit der Eminem-Produktion "Blow My Buzz" und der eher unbekannte Daks auf "Riding High". Selbst Beatkünstler Hi-Tek versucht sich erfolgreich am Dre-Sound. Und wer bereits die Flöte auf der ersten Single "Bad Intentions" vernommen hat, kann sich vorstellen, wie hier bis zum Abwinken gegroovt wird. Aus der Reihe tanzen nur Timbaland mit seinen abgedrehten Country-Beats für Bubba Sparxxx und die staubtrockene Untermalung für Xzibits feucht-fröhliches Besäufnis "Get Fucked Up With Me". […] Wahrscheinlich ist es wieder eine dieser Produktionen, bei denen der (Hip-Hop)-Soundtrack besser ist, als der Film selbst.“

## Kommerzieller Erfolg

### Chartplatzierungen und Singles
The Wash stieg am 19. November 2001 auf Platz 20 in die deutschen Charts ein und belegte in den folgenden Wochen die Ränge 45, 66 und 63. Insgesamt konnte sich das Album mit einer Unterbrechung sieben Wochen in den Top 100 halten. In den Vereinigten Staaten erreichte der Soundtrack Position 19.
Als Singles wurden der Titelsong The Wash sowie Bad Intentions ausgekoppelt.

### Auszeichnungen für Musikverkäufe
Das Album erhielt für mehr als 500.000 verkaufte Exemplare in den USA eine Goldene Schallplatte.
| Land/Region               | Auszeichnungen für Musikverkäufe (Land/Region, Auszeichnung, Verkäufe) | Verkäufe |
| ------------------------- | ---------------------------------------------------------------------- | -------- |
| Vereinigte Staaten (RIAA) | Gold                                                                   | 500.000  |
| Insgesamt                 | 1× Gold ·                                                              | 500.000  |

Hauptartikel: Dr. Dre/Auszeichnungen für Musikverkäufe